# Анималија (ТВ серија)
Анималија је аустралијска дечја анимирана серија базирана на сликовници из 1986. године илустратора Грима Бејза. Серијал се премијерно приказао на каналу Network Ten у Аустралији 11. новембра 2007. Емитовао се до 7. новембра 2008. Серијал је имао 40 епизода кроз две сезоне.  У Србији се првобитно емитовао на каналу Minimax, а од 2016. године на каналима Pink Kids i Pink Super Kids. Постојале су две синхронизације. Синхронизацију за канал Minimax је радио студио Кларион.

## Радња
Анималија прича причу о двоје људске деце, Алекси и његовој пријатељици Зоји, која се спотакну у чаробну библиотеку која их превози у свет Анималије насељен животињама. Чудни догађаји поткопали су цивилизацију Анималије, а Алекса и Зоји удружују снаге са својим новим пријатељима Г'Бубу горилом и Иги игуаном како би спасили Анималију од злих и комичних зликоваца.